# پیچ پنج سو

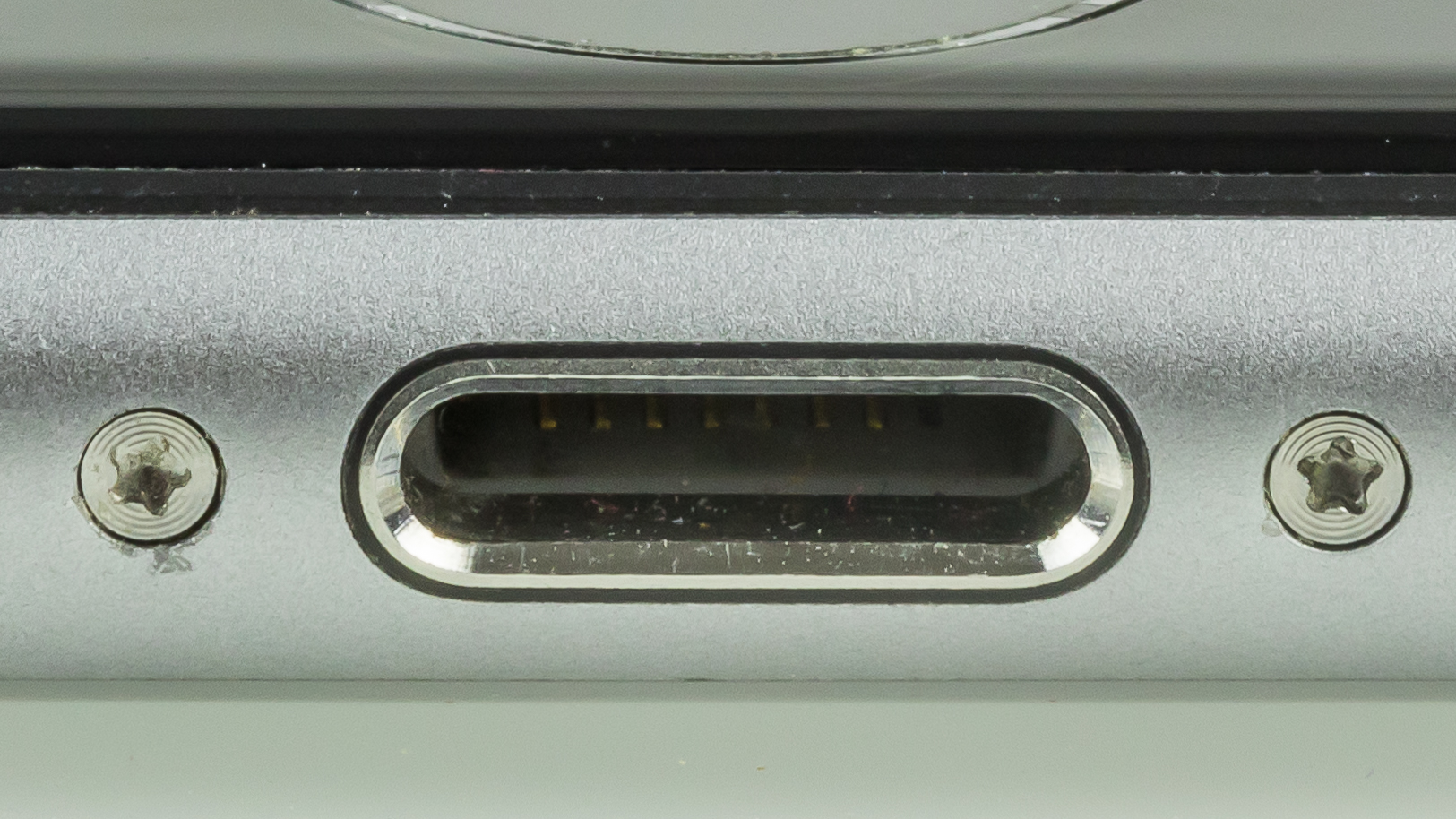

پیچ پنج سو امنیتی (نامگذاری اپل) یا پیچ درایو پنج سو دارای پنج نوک و سیستم مقاوم به دستکاری است که در درجه اول مورد استفاده توسط اپل در محصولات خود است. پیچ پنج سو، از سال ۲۰۰۹ زمانی که برای اولین بار در مک بوک پرو ۱۵ اینچی بکار رفت توسط اپل استفاده می‌شود. پس از آن اپل به استفاده از آن در دیگر مدل‌های مک بوک پرو، مک بوک ایر، و گوشی‌های آیفون روی آورد. استفاده اپل از پیچ‌های پنج سو باعث انتقاداتی شده است، بنظر می‌رسد اپل با استفاده این پیچ‌ها تلاش می‌کند دسترسی افراد به محصولاتش را محدود کند.
پیچ پنج سو اندازه‌های شامل TS1 (0.8 mm, استفاده شده در آیفون ۴, آیفون 4S, آیفون ۵, آیفون 5c, آیفون 5s, آیفون ۶ و آیفون ۶ پلاس), TS4 (1.2 mm مورد استفاده در مک بوک ایر و مک بوک پرو با صفحه نمایش ریتانا) و TS5 (1.5 mm استفاده شده در 2009 MacBook Pro battery). تعیین TS مبهم است و عنوان آن در پیچ‌های  Torq-set  مورد استفاده قرار گرفته است.

## استفاده

### مک بوک پرو
اولین محصول اپل که شامل پیچ پنج سو داخلی بود و در اواسط سال ۲۰۰۹ در مدل مک بوک پرو ۱۵ اینچ استفاده شد. سه پیچ پنج سو برای نگه داشتن باتری در داخل بدنه مورد استفاده قرار گرفت.

### مک بوک ایر
استفاده از پیچ پنج سو در مک بوک ایر بیشتر از مک بوک پرو دیده می‌شود. تمام پنج نسخه ۱۱ اینچی مک بوک ایر (اواخر ۲۰۱۰ اواسط سال ۲۰۱۱ تا اواسط سال ۲۰۱۲ تا اواسط سال ۲۰۱۳ و اوایل ۲۰۱۴) شامل هشت پیچ پنج سو 2.5mm و دو پیچ 8mm بلند خارجی هستند. پنج نسخه آخر مک بوک ایر ۱۳ اینچی (اواخر ۲۰۱۰ اواسط سال ۲۰۱۱ تا اواسط سال ۲۰۱۲ تا اواسط سال ۲۰۱۳ و اوایل ۲۰۱۴) از هشت پیچ 2.6mm و دو پیچ 9mm استفاده کرده‌اند. پیچ پنج سو فقط در خارج از قاب مک بوک ایر استفاده می‌شود.
تولیدکنندگان شخص سال انواع پیچ گوشتی‌های مناسب پیچ‌های پنج سو مدل‌های مک بوک را به بازار عرضه کرده‌اند. برای مک بوک ایر برای اولین بار در اواخر سال ۲۰۱۰ عرضه ششد.

### آیفون‌ها
این آیفون نسل اول هیچ پیچ نگه دارنده به بدنه‌ای نداشت. در آیفون 3G و آیفون 3GS از دو پیچ فیلپس #۰۰ استفاده شد و در مدل بعدی از ۳۰ پین اتصال Dock استفاده کردند.
پیچ پنج سو اولین بار در آیفون ۴ استفاده شد. در ابتدا پیچ فیلپس مدل #۰۰ مورد استفاده قرار می‌گرفت؛ با این حال بسیاری از مدل‌های آیفون ۴ مدل در حال حاضر داری پیچ پنج سو هستند. پیچی که در آیفون استفاده می‌شود کمی کوچکتر از یک Torx TS1 است، حدود ۰٫۸ میلی‌متر است. اگر برای تعمیر یک آیفون ۴ به فروشگاه اپل مراجعه کنید، اگر مدلی با پیچ فیلپس #۰۰ باشد در صورت وجود جایگزین با پیچ پنج سو 0.8mm جایگزین می‌شود.
تمام مدل‌های آیفون 4S داری پیچ پنج سو یکسانی هستند که در مدل‌های آیفون ۴ مورد استفاده قرار گرفته است. پیچ‌های 0.8mm استفاده شده در آیفون ۵ بسیار شبیه به پیچ‌های استفاده شده در آیفون ۴ است اما شفت پیچ 3.6mm بلندتر شده است.

### اندازه و اندازه‌گیری
اگر چه هیچ استاندارد رسمی (شناخته شده) برای نامگذاری-طرح وجود ندارد؛ عموماً با p-sizes شناخته می‌شود. گاهی اوقات از TS-sizes استفاده می‌شود. 
| P اندازه | TS اندازه | PL اندازه         | ابعاد  | استفاده                                                                                 |
| -------- | --------- | ----------------- | ------ | --------------------------------------------------------------------------------------- |
| P1       | TS0       |                   |        |                                                                                         |
| P2       | TS1       | PL1               | 0.8 mm | آی فون ۴ (دیر), 4S, 5, 5C, 5S, ۶, ۶ پلاس 6Sهای 6S Plus                                  |
| P3       | TS2       |                   |        |                                                                                         |
| PL2      | 0.9 mm    | اپل دیده بان باند |        |                                                                                         |
| P4       | TS3       |                   |        |                                                                                         |
| PL3      | 1.1 mm    |                   |        |                                                                                         |
| P5       | TS4       | PL4               | 1.2 mm | مک بوک ایر و مک بوک طرفدار با شبکیه چشم صفحه نمایش                                      |
| P6       | TS5       | PL5               | 1.5 mm | MacBook Pro (2009) باتری - ۱۵" تنها. همچنین به عنوان شناخته شده اپل تخصص ابزار ۹۲۲–۹۱۰۱ |
| PL6      | 1.6 mm    |                   |        |                                                                                         |